# Odebrecht Portugal
A Odebrecht Portugal é uma empresa portuguesa que atua na área de engenharia, agroindústria e construção civil, a empresa é uma subsidiaria do grupo industrial brasileiro Odebrecht.  Diferente da empresa matriz, a filial portuguesa não enfrenta qualquer processo judicial. 

## Curiosidades
- Anteriormente a empresa se chamava Bento Pedroso, tal nomenclatura permaneceu até 2013, quando foi comprada pelas Organização Odebrecht (atual Novonor). [3]